# Zyprische Badmintonmeisterschaft 2023
Die Zyprische Badmintonmeisterschaft 2023 fand am 21. und 22. Oktober 2023 in Nikosia statt. 

## Medaillengewinner
| Disziplin    | Gold                                         | Silber                                   | Bronze                                    |
| ------------ | -------------------------------------------- | ---------------------------------------- | ----------------------------------------- |
| Herreneinzel | Elias Nicolaou                               | Panayiotis Adamou                        | Savvas Kazantzis                          |
| Herreneinzel | Elias Nicolaou                               | Panayiotis Adamou                        | Nikolaos Kokosis                          |
| Dameneinzel  | Chara Michael                                | Ioanna Pissi                             | Angeliki Avraam                           |
| Dameneinzel  | Chara Michael                                | Ioanna Pissi                             | Sofia Ioannou                             |
| Herrendoppel | Konstantinos Giannopoulos Ioannis Tambourlas | Charalambos Charalambous Andreas Fragkou | Panayiotis Adamou Nikolaos Kokosis        |
| Herrendoppel | Konstantinos Giannopoulos Ioannis Tambourlas | Charalambos Charalambous Andreas Fragkou | Savvinos Iasonos Nicolas Panayiotou       |
| Damendoppel  | Chara Michael Ioanna Pissi                   | Maria Avraamidou Stefani Fragkou         | Olga Georgiou Maria Igarievna Maslioukova |
| Damendoppel  | Chara Michael Ioanna Pissi                   | Maria Avraamidou Stefani Fragkou         | Eleni Charalambous Sofia Ioannou          |
| Mixed        | Ioannis Tambourlas Ioanna Pissi              | Nikolaos Kokosis Angeliki Avraam         | Konstantinos Giannopoulos Sofia Ioannou   |
| Mixed        | Ioannis Tambourlas Ioanna Pissi              | Nikolaos Kokosis Angeliki Avraam         | Panayiotis Adamou Chara Michael           |